# كليفورد ديفيس (منافس ألعاب قوى)
كليفورد ديفيس (بالإنجليزية: Clifford Davis)‏ هو منافس ألعاب قوى جنوب أفريقي، ولد في 23 أبريل 1900 في كيب تاون في جنوب أفريقيا، وتوفي في 19 أكتوبر 1974 في Stanmore ‏ في المملكة المتحدة.

## وصلات خارجية
- كليفورد ديفيس على موقع أوليمبيديا (الإنجليزية)